# 制度文明
制度文明，與物質文明、精神文明共同形成人类文明演進的三個主要階段。人类演進到群体生活後，必须發展规则来组织、协调大家的行为，因而形成制度文明。

## 特色
制度文明体制有自我复制性，比较稳定，人的活动、甚至杰出人物的活动也会自觉不自觉纳入制度文明中。在中国，长期的大一统制度就是中国人创造的制度文明，这个制度保证了中国在长时间内走在世界的前列。现代政治制度文明主要是指权利制衡机制，这在西方比较普遍。在现代中国如何建立新的制度文明有较大争议，仍在痛苦探索中。